# Amazonマーケットプレイス
Amazonマーケットプレイス（英語:Amazon Marketplace）はアメリカのAmazon.comが所有・運営するECモールサイト（電子商店街）。
楽天市場やYahoo!ショッピング等と同様に、アマゾンの通常販売と共に第三者の販売者が新商品または中古品を固定価格でネット市場で販売することができる。アマゾンマーケットプレイスを使い販売者はアマゾンの顧客層にアクセスでき、アマゾンはサイト上での販売を在庫の追加投資をせずに拡大できる。
Amazonマーケットプレイスには大口出品サービスと小口出品サービスの２つのプランから選択できる。大口出品サービスは、月額登録料4,900円＋注文成約時の販売手数料がかかり、オリジナル商品の出品可能、出品数やカテゴリが無制限（一部制限あり）、大量商品をまとめて出品登録、データ分析レポートの利用が可能である。小口出品サービスは、月額登録料は無料であるが、1点注文ごとに100円の基本成約手数料＋注文成約時の販売手数料がかかり、Amazonに既にある商品しか出品できず、データ分析レポートの使用もできない。
アマゾン上で第三者の販売者から販売された商品は第三者から直接送られてくるか(FBM)、アマゾンから送られてくる(FBA)。FBAで配送される商品はアマゾンのフルフィルメントセンターに保管され、顧客への配送やカスタマーサービスもアマゾンが請け負う。
アマゾンは販売者の商品が売れる度に販売価格の一定割合を手数料として徴収する。加えて、FBAを利用する販売者は在庫保管手数料と配送代行手数料(出荷作業+発送重量)がかかる。
法外な配送料やアマゾンの通常販売よりも著しく高い価格設定は、購入者の信頼を損なっていると判断され、アマゾンは出品の取り下げや出品権限のはく奪などの措置を取れる。
アマゾン上での第三者の販売がアマゾンの年間売上の４割を占めている。